# ESPN Sunday Night NFL
ESPN Sunday Night NFL är ett  amerikansk fotboll-spel till SNES, Mega CD och Sega Mega Drive, utgivet 1993.
Väderleksförhållandena i,spelet varierar. och Chris Berman är kommentator. Alla 28 lag som spelade i NFL under tidigt 1990-tal finns tillgängliga i spelet. Dock finns inte de riktiga spelarna med, eftersom spelutvecklarna inte erhöll full NFLPA-licsens.

### Fotnoter
1. 1 2 3 4 5 6 7 8 9  ”Additional release information”. Mobygames. http://www.mobygames.com/game/espn-sunday-night-nfl. Läst 7 maj 2014.
2. ↑  ”Release date (Mega CD)”. Gamefaqs. Arkiverad från originalet den 5 maj 2009. https://web.archive.org/web/20090505040433/http://www.gamefaqs.com/console/segacd/data/922264.html. Läst 7 maj 2014.
3. ↑  ”Release date (Sega Mega Drive)”. Gamefaqs. Arkiverad från originalet den 13 december 2009. https://web.archive.org/web/20091213060450/http://www.gamefaqs.com/console/genesis/data/586164.html. Läst 7 maj 2014.
4. ↑  ”Release date (Super NES)”. Gamefaqs. Arkiverad från originalet den 24 januari 2009. https://web.archive.org/web/20090124164651/http://www.gamefaqs.com/console/snes/data/588312.html. Läst 7 maj 2014.